# Kriegsverbrecherprozess von Krasnodar
Der Kriegsverbrecherprozess von Krasnodar fand vom 14. bis 17. Juli 1943 in der russischen Stadt Krasnodar gegen elf männliche Sowjetbürger und Mitglieder des SS-Sonderkommandos 10a sowie in Abwesenheit gegen fünfzehn deutsche Angeklagte, darunter den Befehlshaber der 17. Armee der Wehrmacht, Richard Ruoff, und den Gestapo-Offizier Kurt Christmann statt. Es war der erste öffentliche Kriegsverbrecherprozess des Zweiten Weltkrieges. Das öffentlichkeitswirksame Verfahren hatte Modellcharakter für eine Reihe weiterer Verfahren.

## Rechtsgrundlagen
Durch Dekret vom 2. November 1942 war die „Außerordentliche Staatliche Kommission für die Feststellung und Untersuchung der Verbrechen der deutschen faschistischen Eindringlinge“ ins Leben gerufen worden. Am 19. April 1943 erließ das Präsidium des Obersten Sowjets den Ukas 43, der anordnete, dass deutsche, italienische, rumänische, ungarische und finnische Verbrecher, die der Mordtaten und Misshandlungen an der Zivilbevölkerung und an gefangenen Rotarmisten überführt worden sind, sowie Spione und Vaterlandsverräter unter den Sowjetbürgern‘ mit der Todesstrafe durch Erhängen zu bestrafen seien. Damit war schon vor der Moskauer Erklärung der Alliierten vom Herbst 1943 in der Sowjetunion die Verfolgung von Kriegsverbrechern und Kollaborateuren in einer unionsweiten Rechtsvorschrift geregelt worden.

## Prozess
Der Prozess fand vor dem Militärtribunal der Nordkaukasusfront unter dem Vorsitz von Oberst Majorow statt, wobei die Inszenierung des Prozesses von höchster Stelle detailliert geplant war. Dabei gab man dem Prozess eine geradezu demonstrative Rechtsförmlichkeit, wobei der Ausgang nicht offen war, da keine neue Beweisführung erfolgte und die Angeklagten und Zeugen in der Voruntersuchung gemachte Aussagen nur wiederholten. Bereits am 10. Juli hatten Außenminister Wjatscheslaw Molotow und der frühere Chefankläger Andrei Wyschinski den Generalsekretär des ZK Josef Stalin über die geplante Dramaturgie des Schauprozesses informiert.

### Sowjetische Angeklagte
Die anwesenden Beschuldigten waren ethnische Russen, die überwiegend 25 bis 34 Jahre alt waren und aus dem bäuerlichen Milieu stammten. Die Hälfte von ihnen war vor dem Krieg Mitglied der Kommunistischen Partei oder des Komsomol gewesen. Die Hauptanklage bezog sich auf den Tatbestand des Vaterlandsverrats gemäß § 58.1 des Strafgesetzbuches der Russischen Sozialistischen Föderativen Sowjetrepublik. Nur vier Angeklagte wurden wegen konkreter Verbrechen beschuldigt, die übrigen sieben hatten sich wegen ihrer Mitgliedschaft im Sonderkommando 10a und damit der mutmaßlichen Beteiligung an deutschen Verbrechen zu verantworten. Die Mittäterschaft bestand hauptsächlich in der Beteiligung an Festnahmen von Partisanen und Untergrundkämpfern, Bewachung und Transport an Exekutionsorte und der Teilnahme an Gaswageneinsätzen. Die Vermutung liegt nahe, dass die Geständnisse der Angeklagten durch zermürbende Verhöre und entsprechende Verhörmethoden erpresst worden sind.
Acht Angeklagte wurden zum Tode und drei zu zwanzigjähriger Zwangsarbeit verurteilt. Die Hinrichtungen fanden am 18. Juli 1943 durch Erhängen auf dem Marktplatz von Krasnodar vor 30.000 Zuschauern statt.

### Dokumentation der deutschen Haupttäterschaft
Von der Anklage wurde in der ausführlichen Zeugen- und Täterbefragung die Verantwortung der lokalen deutschen Einheiten, nämlich des Befehlshabers der 17. Armee und des Gestapo-Chefs von Krasnodar mit 13 Gestapoleuten herausgearbeitet. Die Angeklagten wären folglich dem verbrecherischen Willen der faschistischen Regierung und des Oberkommandos nachgekommen. Die sowjetischen Täter wurden als Werkzeuge zur Ausführung der kriminellen Befehle beschrieben.
Obwohl der Prozess keinen einzigen deutschen Angeklagten hatte, gilt er heute als ein früher Wegbereiter hin zu einer Verfolgung der deutschen Hauptkriegsverbrecher. In der Moskauer Erklärung der Alliierten erfolgte schon kurz darauf die Ankündigung der Bestrafung der Hauptkriegsverbrecher.

## Propaganda
Die Sowjetunion sah im internationalen Recht ein wichtiges Instrument zur Gestaltung der Nachkriegsordnung. Die Sowjetführung versuchte sich mit einer medialen Inszenierung des Prozesses nach innen und außen als Teil eines internationalen Standards der Rechtskultur darzustellen. Mit dem Prozess sollte dem Bedürfnis der Bevölkerung nach Vergeltung nachgekommen werden und gleichzeitig diente die Strafverfolgung von häufig tatsächlichen Verbrechern sogar der nachträglichen Legitimation von Schauprozessen der 1930er Jahre und damit einer Restalinisierung der Gesellschaft.
Von den Medien wurde das Bild der loyalen Widerstandskämpfer und der feindlichen Kollaborateure gezeichnet, das den Realitäten des Krieges nicht gerecht wurde. Die Rede von der Ermordung von Partisanen, Kommunisten, Sowjetaktivisten und völlig unschuldigen Sowjetbürgern schuf eine Hierarchisierung der Opfer, wobei Juden mit keinem Wort erwähnt wurden, obwohl die Täter- und Zeugenaussagen Juden als Opfer angegeben hatten.

## Rezeption
Die Forschung zu den Kriegsverbrecherprozessen in der Sowjetunion beurteilt den Beitrag zur juristischen Aufarbeitung des Nationalsozialismus insgesamt negativ. Es hätte sich um Schauprozesse gehandelt, bei denen es nicht um die Wahrheitsfindung, sondern um kollektive Abstrafung, politische Ziele und propagandistische Verwertung gegangen wäre.
Allerdings unternahm die Sowjetführung in der Nachkriegszeit massive Anstrengungen zur Professionalisierung und Bürokratisierung der Justizorgane und erzielte dort deutliche Erfolge – gemessen an sowjetischen Standards. Die Qualität der Rechtsprechung der sowjetischen Militärtribunale verbesserte sich in den Nachkriegsjahren tatsächlich.
Laut Andreas Hilger ist es von besonderer Tragik, dass die Sowjetunion, die mit ihren Bürgern vorrangiges Ziel deutscher Vernichtungspolitik gewesen war, sich selbst als unfähig erwies, einen gültigen Beitrag zur gerichtlichen Aufarbeitung dieser Periode zu leisten.
Irmgard und Bengt von zur Mühlen schufen 1987 den Dokumentarfilm "The trial of Krasnodar, 1943" auf VHS, 52 min.